# Dinema
Dinema é um género botânico pertencente à família das orquídeas (Orchidaceae).